# Сульфурил
В неорганической химии под сульфурилом или сульфурильной группой понимается функциональная группа, состоящая из атома серы с двумя ковалентно связанными атомами кислорода (O2SX2). Она встречается в таких соединениях как сульфурилхлорид, SO2Cl2, и сульфурилфторид, SO2F2.
В органической химии, эта группа обнаруживается в сульфонах (RSO2R') и сульфонилгалогенидах (RSO2X), где она называется сульфонильной группой.